# كلية أولين
كلية فرانكلين دبليو أولين للهندسة (المعروفة باسم كلية أولين للهندسة، كلية أولين، أو ببساطة أولين) (بالإنجليزية: Olin University)‏ هي كلية هندسة خاصة جامعية في نيدهام، ماساتشوستس، بجوار كلية بابسون. وتشتهر كلية أولين في المجتمع الهندسي بنشأتها وصغر حجمها ومناهجها القائمة على المشاريع ووقوفها الكبيرة الممولة أساسًا من قبل مؤسسة إف دبيلو أولين. تغطي الكلية نصف الرسوم الدراسية لكل طالب مقبول من خلال منحة أولين.

## أكاديميات
تقدم كلية أولين درجات علمية في الهندسة الكهربائية وهندسة الحاسبات والهندسة الميكانيكية والهندسة. ضمن البرنامج الهندسي، قد يركز الطلاب في التصميم أو الحوسبة أو الهندسة البيولوجية أو علوم المواد أو هندسة النظم، أو قد يصمموا تركيزهم الخاص بموافقة الإدارة. يمكن للطلاب أيضًا الحصول على درجة ماجستير العلوم في تسريع ريادة الأعمال التكنولوجية في كلية بابسون، حيث يمكنهم الحصول على فصل دراسي واحد بعد التخرج من أولين. 
على عكس العديد من المؤسسات، ليس لدى كلية أولين أقسام أكاديمية منفصلة. جميع أعضاء هيئة التدريس يعملون بعقود قابلة للتجديد لمدة خمس سنوات مع عدم وجود فرصة للتثبيت في الوظيفة.
تؤكد الفصول على السياق والعلاقات متعددة التخصصات. يأخذ المبتدئون فصولاً دراسية متكاملة تدرس الهندسة وحساب التفاضل والتكامل والفيزياء من خلال استكشاف العلاقات بين الموضوعات الثلاثة. تتبع مناهج الفنون والعلوم الإنسانية والاجتماعية مناهج متعددة التخصصات لمواضيع مثل الذات («ما أنا؟») والتاريخ ("تاريخ التكنولوجيا") والفن («المجموعة السلكية» و «الرؤية والسمع»).
تؤكد أولين أيضًا على التعليم ذي الأساس العملي، وربط المفاهيم بالتحديات والمشاريع الواقعية. بداية من عامهم الأول يتلقى الطلاب تدريبات في ورشة الآلات في أولين للعمل القائم على المشاريع. يُطلب من طلاب السنة الأولى أن يأخذوا «ديزاين نيتشر»، حيث يقومون بتصميم وبناء ألعاب ميكانيكية تعتمد على النظم البيولوجية (مثل آلية قفز خنفساء القفز). غالبًا ما تتخذ الفصول الدراسية تنسيقًا «للتعلم»، مع تطبيق المفاهيم التي تدرس قبل التقديم الرسمي للنظرية الأساسية.
كجزء من مهمتها لإعادة تعريف التعليم الهندسي، تخضع أولين باستمرار لمراجعات المناهج الدراسية. الهدف من هذه المراجعات هو التأكد من أن الكلية تحافظ على ثقافة التغيير والتحسين المستمر. ينظر في الجوانب المهمة للمناهج - مثل تقييم الطلاب وعروض الدورات وعبء عمل الطالب - للمراجعة التفصيلية سنويًا.  
تتأثر الثقافة الأكاديمية لأولين بشدة بقواعد ومواثيق شرفها. غالبًا ما يجري الطلاب اختبارات في وقتهم الخاص، دون إشراف المراقِبين، ويُسمح لهم عمومًا باستخدام مصادر خارجية في الاختبارات، شريطة أن يستشهدوا بها. بشكل عام، الثقافة الأكاديمية غير رسمية إلى حد كبير، ويقوم بعض أعضاء الإدارة العليا بتدريس الفصول.  

### الاعتماد الاكاديمي
اعتمدت كلية أولين من قبل جمعية نيو إنجلاند للمدارس والكليات ومن قبل مجلس اعتماد الهندسة والتكنولوجيا.

## التصنيف والتغطية الإعلامية
اعتبارًا من عام 2014م صنفت ذا برينستون ريفيو كليnة أولين في المرتبة الثانية من حيث الخبرة في الفصول الدراسية، والثالثة في المهاجع، والثالثة من حيث مقدار الدراسة، والرابعة من حيث رأي الطلاب في الأساتذة، والخامسة من حيث سهولة الالتفاف حول الحرم الجامعي، والثامنة بالنسبة إلى ودهم لمجتمع الميم، والحادية عشرة في المساعدات المالية، المركز الحادي عشر لجودة الحياة، والمركز الثاني عشر لمرافق مختبر العلوم، والمركز السابع عشر للخدمات المهنية، والمركز التاسع عشر لسعادة الطلاب.
احتلت بيزنيس إنسايدر المرتبة الأولى في قائمة «أفضل 20 كلية في الولايات المتحدة» في عام 2014م. كانت في المرتبة الثامنة على «أفضل 25 كلية في تصنيف فوربس حسب تصنيف (سات)»، حيث بلغ متوسط مجموع درجات القراءة الحرجة والرياضيات 1489 درجة.
في تصنيف يو إس نيوز آند وورلد ريبورت لعام 2014م، صنفت أولين في المرتبة الثالثة لأفضل برنامج هندسي جامعي بين المؤسسات التي لا تمنح الدكتوراه. في عام 2012م حصل على المرتبة الرابعة لأفضل برنامج هندسي في فئة «الكهربائية/ الإلكترونية/ الاتصالات».
في عام 2006م اختيرت أولين من قِبل كابلان إن و نيوزيك واحدة من «25 جديدا لـرابطة اللبلاب».
في عام 2014م نشرت صحيفة بوسطن غلوب مقالاً ينتقد المدرسة لسوء الإدارة لوقفها. أشار ذا قلوب إلى أنه على الرغم من التخلي عن المنح الدراسية الكاملة، ظل إنفاق أولين ثابتًا نسبيًا، وارتفعت تكاليف الرواتب بنسبة 16٪ بين عامي 2009م و2011م. كما أشار إلى أن مسؤولي أولين تلقوا «أكثر بكثير من متوسط رواتب المديرين التنفيذيين في وظائف مماثلة»، وأن وكالة موديز قد خفضت تصنيف سندات المؤسسة. في رسالة مفتوحة إلى مجتمع أولين، دافع الرئيس ريتشارد ميلر عن قرارات الإدارة ودحض العديد من النقاط الواردة في المقال. [بحاجة لمصدر] عمدت الكلية إلى تقديم التماس إلى ذا قلوب لإصدار إيضاح رسمي، جاء فيه أن المقال «فشل في تضمين أحدث المعلومات المالية المتاحة». تحدت صحيفة بوسطن بزنس جورنال أيضًا تقييم جلوب لأموال أولين، حيث ذكرت أن الإيرادات والتسجيل «ارتدوا بذكاء» في عام 2013 من أدنى مستويات الركود.

## روابط خارجية
- الموقع الرسمي